# Gore (албум)
Gore е осми студиен албум на алтърнатив метъл групата Deftones. Издаден е на 8 април 2016 г. от Reprise Records.

## Обща информация
Изданието получава критичното признание, дебютира под номер 1 в Нова Зеландия и Австралия, и под номер 2 в Billboard 200. Това е петият албум на групата, който дебютира в топ 10 на последната класация. Албумът е белязан от творческо напрежение между фронтменът Чино Морено и китариста Стивън Карпентър.
„Gore“ се отличава с алтърнатив метъл звучененето на групата, смесено с различни влияния от други жанрове. Музиката е сравнена с тази от албума „Saturday Night Wrist“ (2006), като критиците отбелязват експерименталният му звук и атмосфера. Чък Камбъл от „Knox News“ отбелязва пост-метъл звука на „Gore“, наричайки го „безкраен живот“. Роб Сайс от „Rock Sound“ отбелязва, че бандата „въвлича своето ню уейв и пост-пънк влияние“ в записа. Няколко критици също отбелязват спейс рок звук в албума.

## Състав
- Чино Морено – вокали и китара
- Стивън Карпентър – китара
- Серхио Вега – бас
- Ейб Кънингам – барабани
- Франк Делгадо – клавири

### Допълнителен персонал
- Джери Кантрел – допълнителна китара в „Phantom Bride“

## Песни
| 1.    | Prayers/Triangles               | 3:38 |
| 2.    | Acid Hologram                   | 4:06 |
| 3.    | Doomed User                     | 4:27 |
| 4.    | Geometric Headdress             | 3:29 |
| 5.    | Hearts/Wires                    | 5:21 |
| 6.    | Pittura Infamante               | 4:04 |
| 7.    | Xenon                           | 3:17 |
| 8.    | (L)MIRL                         | 5:02 |
| 9.    | Gore                            | 4:59 |
| 10.   | Phantom Bride (с Джери Кантрел) | 4:53 |
| 11.   | Rubicon                         | 4:58 |
| 48:14 |                                 |      |